# Карабашский городской округ
Караба́шский городско́й о́круг — муниципальное образование в Челябинской области России.
Административный центр — город Карабаш.
Соответствует административно-территориальной единице город областного подчинения Карабаш.

## История
Статус и границы городского округа установлены законом Челябинской области от 26 августа 2004 года № 260-ЗО «О статусе и границах Карабашского городского округа».

## География
Граничит на западе с Кусинским и Нязепетровским муниципальными районами, на севере с Кыштымским городским округом, на востоке с Аргаяшским муниципальным районом, на юге с Миасским и Златоустовским городскими округами.
Климатический подрайон IВ, климат умеренно континентальный. Многолетняя среднегодовая температура ≈ 1,5 °С с амплитудой от -45 °С до +39 °С. Средняя температура января: -15,4 °С с суточными перепадами до 20 °С., июля:  +17,8 °С. Устойчивая отрицательная температура с октября по апрель. Среднегодовое количество осадков ≈ 600 мл.
На территории городского округа находится 16 рек и 22 озера с собственными названиями, 3 водохранилища: Аргазинское (частично), Киалимское, озеро-водохранилище Серебры. Зеркало подземных вод с уклоном к реке Миасс и озеру Аргази. Воды хлоридные, хлоридно-гидрокарбонатные, натриевые с общей минерализацией 0,4-0,8 г/дм3, общей жесткостью до 15-22 мг-экв/дм3. Хозяйственно-питьевое водоснабжение осуществляется из Киалимского водохранилища для основной части г. Карабаша, реки Большой Киалим для военного городка № 1 (Карабаш-4, Челябинск-115), озера водохранилища Серебры для северо-восточной части г. Карабаша, озера Увильды для посёлка Красный Камень. Остальные населённые пункты питаются, в основном, из колодцев, скважин или привозной водой. Водоснабжение технической водой ПАО «Карабашмедь» из Богородского пруда на реке Сак-Елга. Сточные воды г. Карабаша с недостаточной очисткой ввиду изношенности очистных сооружений поступают в реку Сак-Елга и пруд на реке Ольховке, правый приток Аткуса.
На территории Карабашского городского округа находится 6 ООПТ: озёра Увильды и Уфимское (исток реки Уфы), озеро-водохранилище Серебры, река Большой Киалим, Аргазинское водохранилище на реке Миасс, Луковая поляна.

## Население
| 2002    | 2005    | 2006    | 2007    | 2008    | 2009    | 2010    |
| ------- | ------- | ------- | ------- | ------- | ------- | ------- |
| 16 306  | ↘15 343 | ↘14 811 | ↘14 429 | ↘14 331 | ↗15 561 | ↘13 424 |
| 2011    | 2012    | 2013    | 2014    | 2015    | 2016    | 2017    |
| ↘13 327 | ↘13 001 | ↘12 497 | ↘12 140 | ↘11 817 | ↘11 555 | ↘11 385 |
| 2018    | 2019    | 2020    | 2021    | 2023    |         |         |
| ↘11 202 | ↘11 059 | ↘10 959 | ↘10 775 | ↘10 588 |         |         |

## Состав
| №  | Населённый пункт | Тип населённого пункта        | Население |
| -- | ---------------- | ----------------------------- | --------- |
| 1  | Байдашево        | посёлок                       | ↗21       |
| 2  | Бурлак           | посёлок остановочного пункта  | ↘10       |
| 3  | Карабаш          | город, административный центр | ↘10 339   |
| 4  | Карасёво         | посёлок                       | ↗9        |
| 5  | Киолим           | посёлок                       | ↘59       |
| 6  | Красный Камень   | посёлок                       | ↘50       |
| 7  | Малый Агардяш    | посёлок                       | ↘1        |
| 8  | Мухаметово       | посёлок                       | ↘84       |
| 9  | Разъезд 30 км    | посёлок                       | ↗7        |
| 10 | Сактаево         | посёлок                       | ↘31       |

### Упразднённые населённые пункты
Большой Агардяш — упразднённый в 1978 г. посёлок. Исключен из учётных данных решением Челябинского областного Совета народных депутатов от 24.01.1978 года № 45[